# Audenschmiede

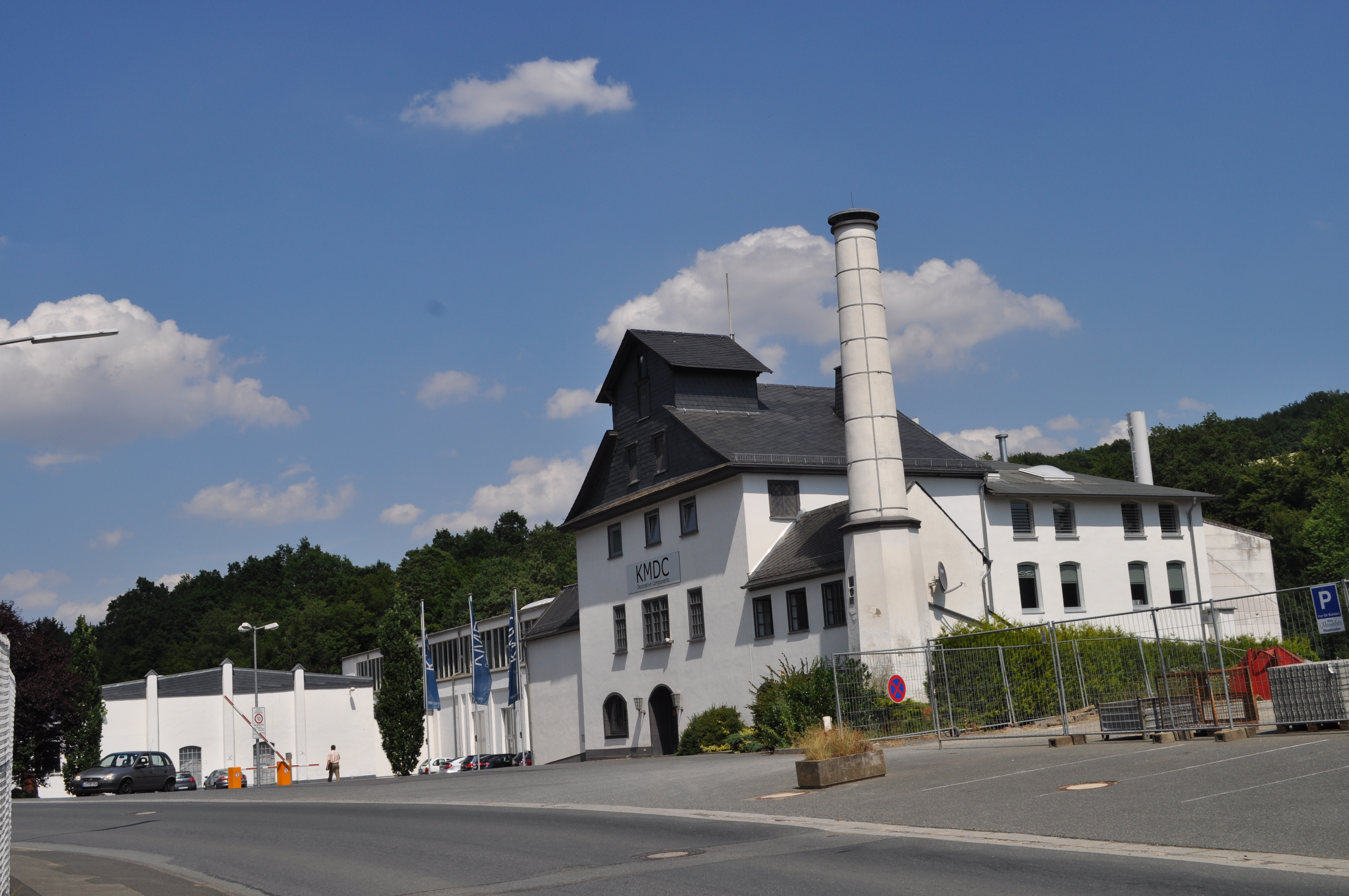
KMDC-Werk

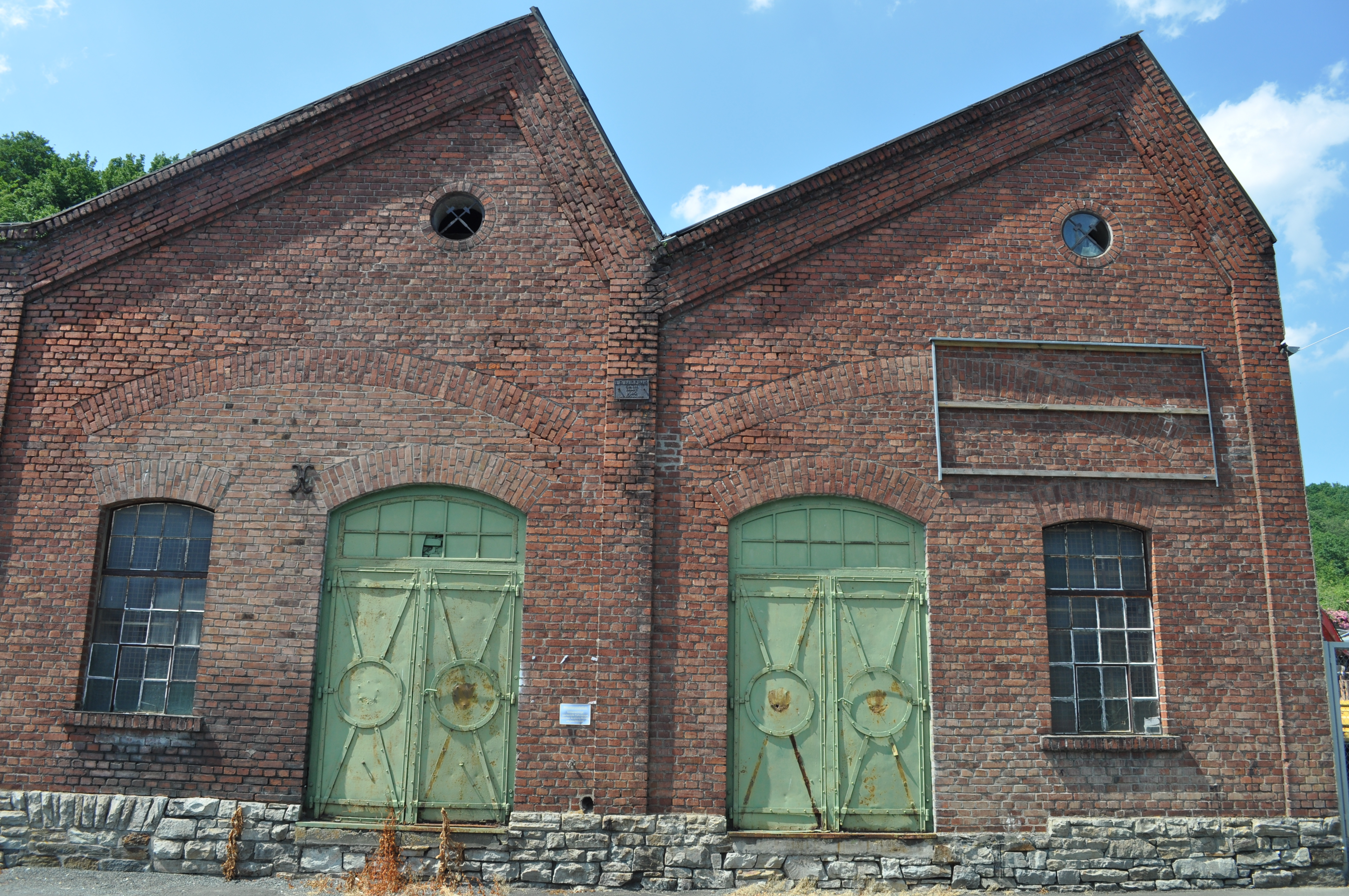
Gebäude des Buderuswerks von 1910

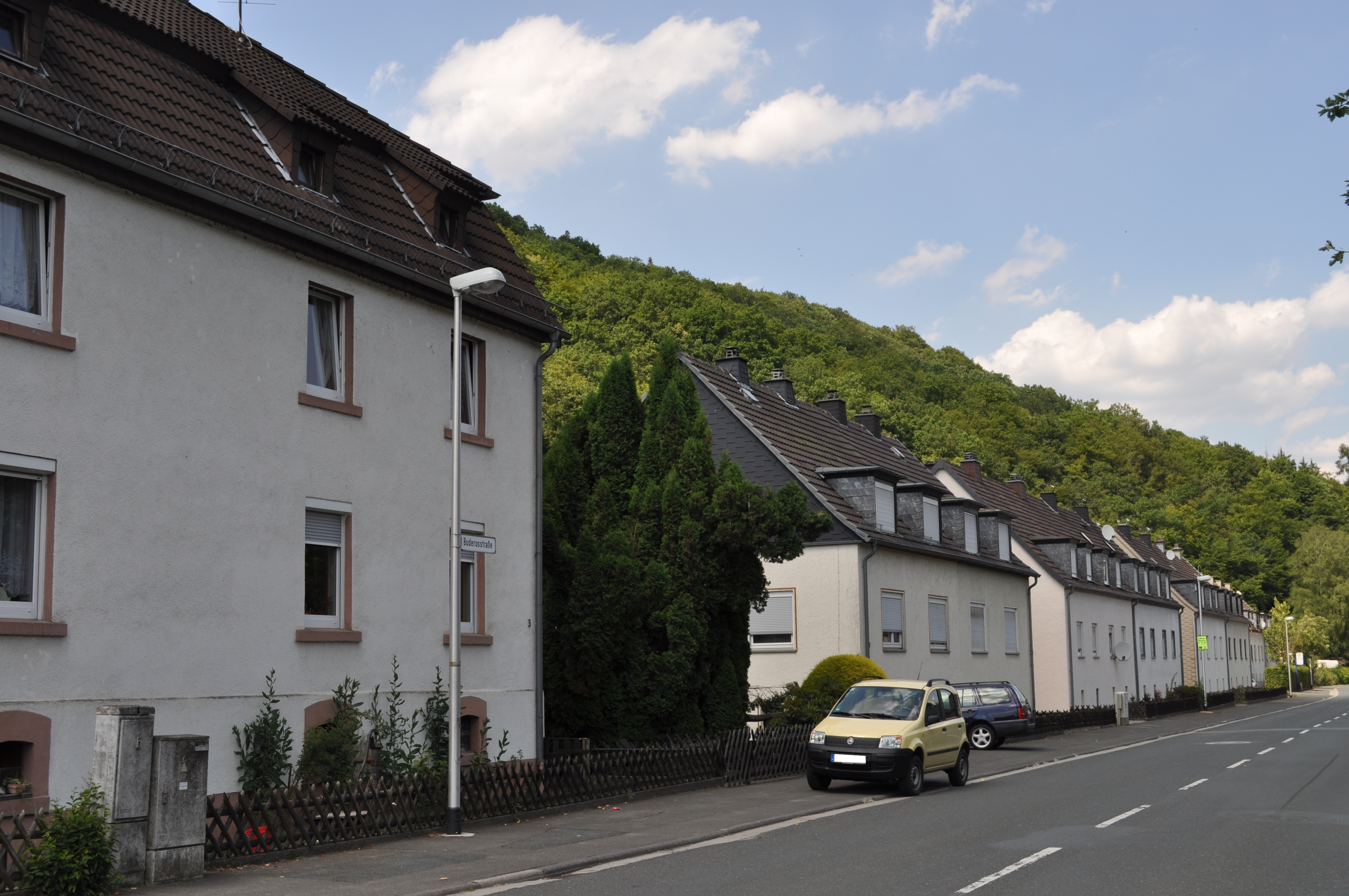
Buderus-Straße

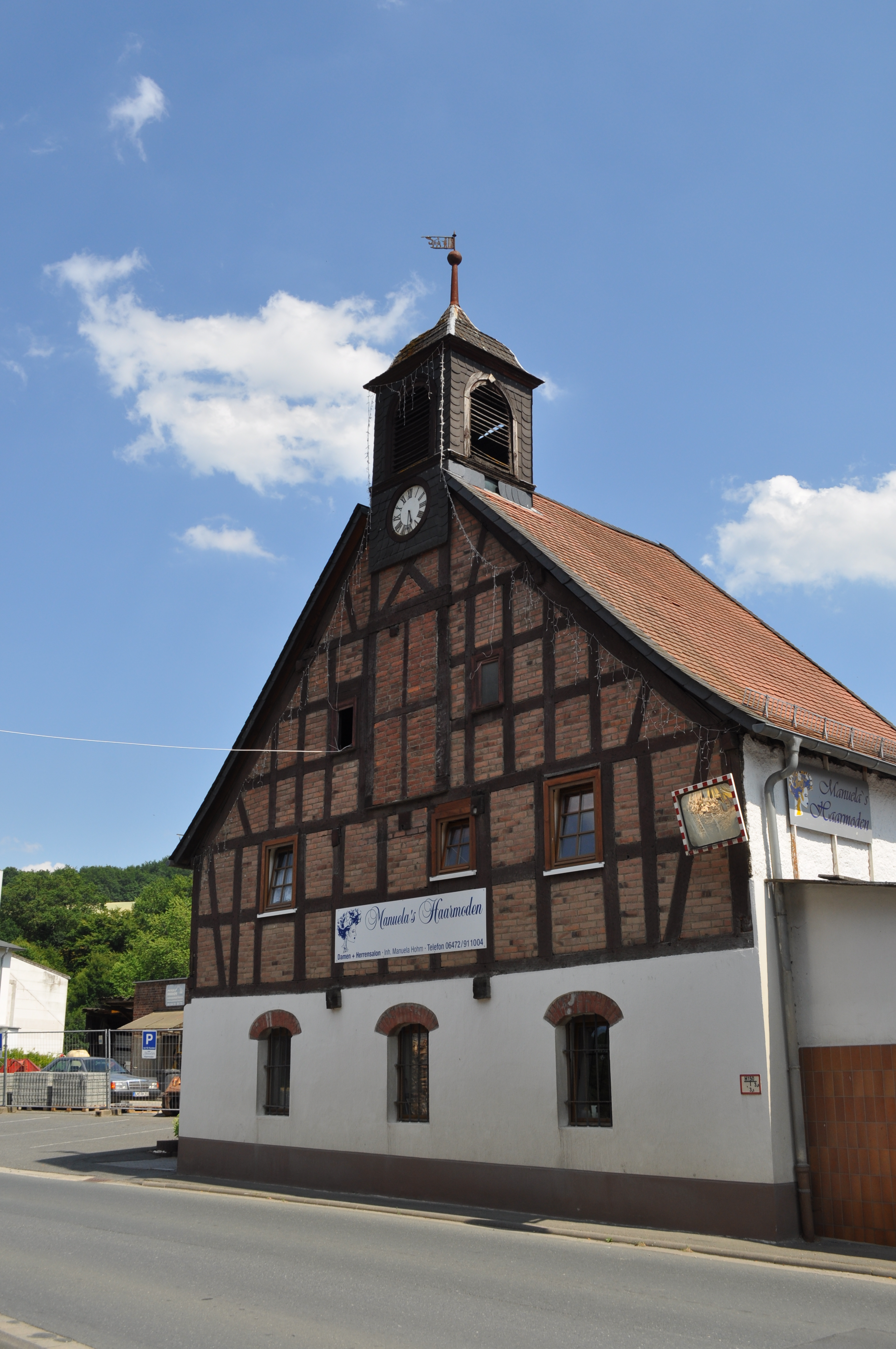
Fachwerkhaus

Audenschmiede ist eine Siedlung des Marktfleckens Weilmünster im Landkreis Limburg-Weilburg in Hessen. Sie gehört zum Ortsbezirk des Kernorts Weilmünster.

## Geografie
Der Ort liegt im Weiltal des östlichen Hintertaunus, südlich des Kernorts von Weilmünster. Etwa 1 Kilometer südwestlich befindet sich Langenbach.

## Geschichte
Ursprung der Siedlung ist die Waldschmiede von Weilmünster, die 1421 erstmals urkundlich erwähnt wird, als Graf Philipp I. von Nassau-Weilburg und Saarbrücken dem Schmied Otto die Waldschmiede verlieh. 1588 erfolgte eine bedeutende Modernisierung der Anlage: Sie erhielt einen Hochofen und einen Eisenhammer. Im Dreißigjährigen Krieg erlosch der Hüttenbetrieb und die Gebäude wurden beschädigt. 1646/47 lief der Hammerbetrieb wieder an, 1652 auch der Hochofen. 1716 erfolgte eine neue Stilllegung, die 1763 beendet wurde.
Nach dem Wiederanlaufen des Betriebs war Johann Trieb aus Weilburg Pächter des Hüttenbetriebs. Mit Wirkung zum 1. April 1798 erwarb der Bergrat Johann Wilhelm Buderus II die Audenschmiede (er hatte die beiden Töchter von Johann Trieb geheiratet) von der nassau-weilburgischen Regierung und ließ sie (als Teil der Firma Buderus aus der 20 km entfernten Stadt Wetzlar) weiter ausbauen. Der Hochofen lief in den Jahren der Industrialisierung auf Hochbetrieb, ehe er 1877 stillgelegt wurde. Am 3. Mai 1930 wurde auch die Gießerei geschlossen. 1936 wurde der Betrieb nach umfangreichen Sanierungen durch einen neuen Besitzer wieder aufgenommen und hier vor allem Grauguss produziert, ehe das Werk erneut schloss. Die Siedlung blieb aber bestehen. Heute wird das Betriebsgelände von dem Automobilzulieferer KM Decorative Components GmbH genutzt. Der Schornstein, als eines der ältesten Teile des Werks wurde 1858 errichtet und 1911 sowie 1983 renoviert.
Am 1. April 1950 wurde Audenschmiede nach Weilmünster eingemeindet. Die eingegliederte Gemeinde führt die amtliche Ortsteilbezeichnung „Weilmünster-Audenschmiede“.

### Ehemaliger Bahnanschluss
Um die reichen Rohstoffvorkommen in der abgelegenen Region besser abtransportieren zu können, begann man 1889 mit dem Bau einer von der bereits bestehenden Lahntalbahn abzweigenden Stichstrecke von Weilburg bis Weilmünster, der Weiltalbahn, die am 1. November 1890 feierlich eröffnet wurde. 1892 erfolgte die Eröffnung der Verlängerung von Weilmünster nach Laubuseschbach. 1909 ging die Verbindung zwischen Weilmünster und Grävenwiesbach in Betrieb, so dass Audenschmiede auch eine Verbindung nach Frankfurt am Main hatte.

### Niedergang und Stilllegung
Ab dem Winterfahrplan 1955 wurde der Personenverkehr auf der kurzen Stichbahn Weilmünster–Laubuseschbach komplett eingestellt, der Güterverkehr allerdings erst 1968. In den 60er Jahren schraubte man bewusst den Betrieb auf dem Stück Weilburg–Grävenwiesbach immer mehr zurück, so dass 1969 die endgültige Einstellung von Personen- und Güterverkehr zwischen Weilburg und Grävenwiesbach erfolgte. Die Strecken wurden komplett stillgelegt und ein Jahr später bereits abgebaut, auch das Mönstädter Viadukt wurde 1974 niedergelegt. Auf dem Reststück zwischen Weilmünster und Weilburg wurde noch bis Ende der 1980er Jahre Güterverkehr im Übergabeverfahren betrieben, der Personenverkehr kehrte nur noch durch einige wenige Sonderfahrten zeitweise zurück. Heute befinden sich auf den Bahnstrecken zum Teil Rad- und Fußwege.

## Vereine
Das Vereinsleben wird hauptsächlich vom im Jahr 1934 gegründeten Feuerwehrverein der Freiwilligen Feuerwehr Audenschmiede geprägt.